# Jannah Loontjens
Jannah Loontjens (Kopenhagen, 1974) is schrijfster, dichteres en filosofe. Ze werd geboren in Denemarken en woonde als kind in Zweden.

## Biografie

### Maatschappelijke carrière
Jannah Loontjens promoveerde in 2012 in de literatuurwetenschap bij Mieke Bal aan de Universiteit van Amsterdam op haar proefschrift Popular Modernism.
Voor De Groene Amsterdammer en Awater schreef ze over poëzie en filosofie, voor de Volkskrant schreef ze van 2007 tot en met 2020 recensies van buitenlandse literatuur, grotendeels uit Scandinavië. Met enige regelmaat schrijft ze opiniestukken voor o.a. Trouw en NRC Handelsblad. Sinds 2019 heeft ze een vaste rubriek in Filosofie Magazine.
Ze doceerde filosofie aan de UvA, aan ArtEZ en aan de Gerrit Rietveld Academie. In 2019 stopte ze met lesgeven om zich volledig op het schrijven te richten. Wel geeft ze nog lezingen en zomercursussen aan de ISVW.

### Literair werk
In 2002 publiceerde ze haar dichtbundel Varianten van nu. Daarna verscheen Het ongelooflijke krimpen (2006).
In 2007 debuteerde ze als romanschrijfster met Veel geluk, gevolgd door de roman Hoe laat eigenlijk (2011), die werd genomineerd voor de Halewijn-literatuurprijs. De Volkskrant schreef over deze roman: 'IJzersterk, bij vlagen Ingmar Bergman-achtig, psychologisch drama. [...] Subtiel geschreven, indringend verhaal.'
In 2013 verscheen haar essayboek Mijn leven is mooier dan literatuur. Een kleine filosofie van het schrijverschap.
Ook verscheen in datzelfde jaar haar derde dichtbundel Dat ben jij toch.
In 2014 verscheen haar derde roman, Misschien wel niet, een roman waarin Loontjens het hedendaags tijdsgewricht portretteert. Op humoristische wijze beschrijft ze de invloeden van social media, de moeite die we hebben om te kiezen, online liefde en het eeuwige studentikoze bestaan van dertigers en veertigers in Amsterdam.
In 2016 verscheen haar essaybundel Roaring Nineties, waarin zij het eind van de vorige eeuw in beeld brengt. Ze mengt in dit boek autobiografie met filosofie en schrijft over haar ervaringen in het Haagse kraakpand waar ze met haar moeder woonde, over haar filosofiestudie in New York waar ze les kreeg van Derrida, over haar bijbaantje als gogo-danser in nachtclubs en over het poststructuralistische denken dat toen in de mode was. Aan de hand van het werk van Derrida, Baudrillard, Butler en Heidegger wil Loontjens laten zien hoe grote filosofische kwesties met praktische vragen kunnen samengaan.
In 2018 publiceerde Loontjens Wie weet, een roman die zich afspeelt in Amsterdam op de dag van de aanslag op Charlie Hebdo in 2015. Ze laat negen personages aan het woord.
In 2019 verscheen Als het over liefde gaat, een essayistisch reisverhaal in de voetsporen van Frida Vogels.
In 2020 verscheen Schuldig: Een verkenning van mijn geweten, een persoonlijk, filosofisch boek over schuldgevoel.
Loontjens was in 2020 een van de oprichters van schrijverscollectief Fixdit.
In mei 2023 verscheen haar nieuwe roman En toen ging hij, een boek dat zich afspeelt in Zweden ten tijde van de moord op Olof Palme (1981).

## Nominaties
- 2008 - Eline van Haarenprijs voor Het ongelooflijke krimpen
- 2011 - Halewijn-literatuurprijs van de stad Roermond voor Hoe laat eigenlijk
- 2016 - Prijs Beste Spirituele Boek voor Roaring Nineties[1]
- 2016 - Melopee Poëzieprijs voor het gedicht 'Mijn licht gekwelde melancholische blik'
- 2021 - Socratesbeker voor Schuldig: Een verkenning van mijn geweten[2]
- 2024 - De Boon Literatuurprijs voor En toen ging hij